# Palais de Lausos

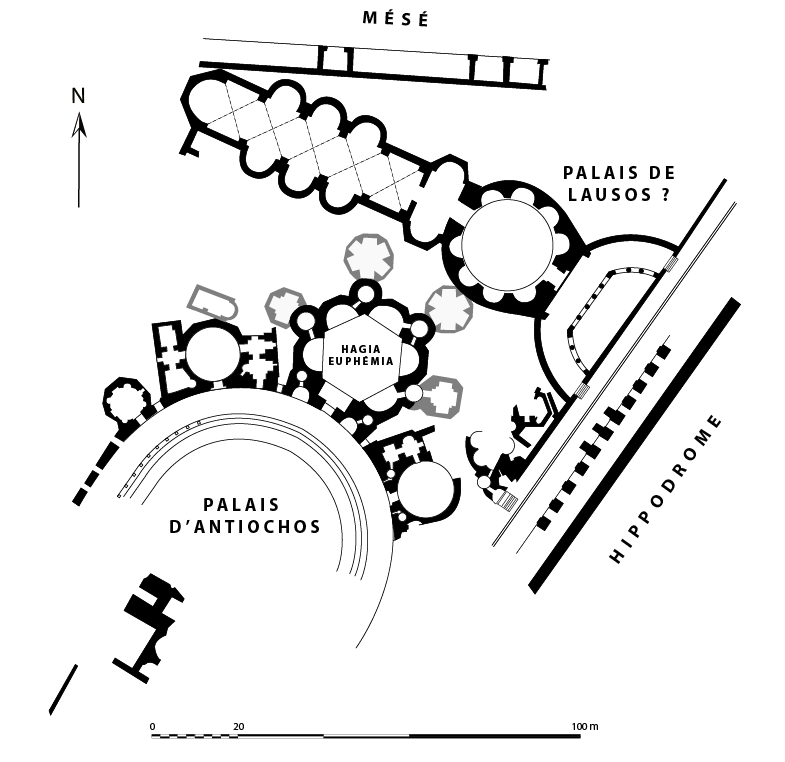
Le palais d’Antiochos dont l’aile nord a longtemps été identifiée comme étant le Palais de Lausos

Le Palais de Lausos, aussi connu sous le nom de Lauseion (en grec : Λαυσεῖον), fut un palais de Constantinople construit à une date inconnue au Ve siècle par un haut fonctionnaire byzantin du nom de Lausos. Sa renommée était due à l’impressionnante collection de statues qu’il abritait, provenant d'anciens temples païens. Il fut longtemps identifié comme constituant la partie nord du Palais d’Antiochos ; des recherches récentes suggèrent plutôt un emplacement plus près du Forum de Constantin au nord de la Mesē.

## Histoire
Lausos était eunuque et praepositus sacri cubiculi (grand chambellan) à la cour de Théodose II (r. 408 – 450) aux environs de 420, à l’instar d’Antiochos, comme l’atteste la dédicace de « L'Histoire lausiaque », un ouvrage sur les Pères du désert en Égypte, rédigé par l’évêque Pallade de Galatie en 418-419 ; il y est décrit comme un homme pieux, possédant une splendide demeure, qui profita de sa richesse pour améliorer le sort des pauvres. Deux ans après avoir été nommé à ce poste, il perdit cette fonction en faveur d’un haut fonctionnaire et écrivain du nom de Macrobe, décrit comme ayant rang de vir clarissimus et illustris. Il semble toutefois avoir regagné sa position et ses biens en 431 sur la recommandation de Cyrille d’Alexandrie et fut reconduit dans ses fonctions en 436 . 
Par l’édit de Thessalonique, Théodose Ier (r. 379-395) avait confirmé le christianisme comme seule religion reconnue dans l’empire, mettant fin à l’appui de l’État à la religion traditionnelle de Rome et à la reconnaissance des autres religions existant dans l’empire. Nombre de temples païens furent alors fermés et abandonnés, donnant à Lausos la possibilité d’orner son palais de statues célèbres, certaines de très grandes dimensions, venant de la partie orientale de l’empire, dont le Zeus Olympien et l’Aphrodite de Cnide. En emportant ces anciennes statues autrefois vénérées, en les désacralisant par leur exposition en public, on démontrait qu’elles avaient perdu leur pouvoir magique face à la religion chrétienne.
Lausos mourut vers 436. Quelque trente ans plus tard, son palais fut la proie des flammes lors de l’incendie qui ravagea une grande partie de la ville en 475. Jean Zonaras et Georges Cédrène (Kedrenos) rapportèrent ce désastre :
« Le feu détruisit également le magnifique palais de Lausos et les statues qui s’y trouvaient : la Héra de Samos, l’Athèna de Lindos et l’Aphrodite de Cnide, toutes chefs-d’œuvre d’art. (Zonaras). »
« […] conflagration de la cité qui détruisit sa partie la plus splendide […] ainsi que les portiques qui se trouvaient des deux côtés de la Mesē et les trésors de Lausos, car nombre d’anciennes statues s’y trouvaient dont l’Aphrodite de Cnide… Le feu s’étendit même jusqu’au Forum appelé Forum de Constantin. (Kedrenos). »
Le palais fut restauré après l’incendie de 475 et servit de xenodochion (à la fois auberge pour les voyageurs, hôpital, refuge pour les veuves et les pauvres). Il est également possible que la résidence de Lausos ait été acquise ultérieurement par un certain Symmachos au VIe siècle, après quoi il fut connu sous le nom du nouveau propriétaire. Le palais fut à nouveau endommagé aux VIe siècle et VIIe siècle. Après quoi ce qui restait de la rotonde et de la salle absidiale fut transformé en citerne et servit à cette fin jusqu’au XVIIIe siècle.

## Emplacement

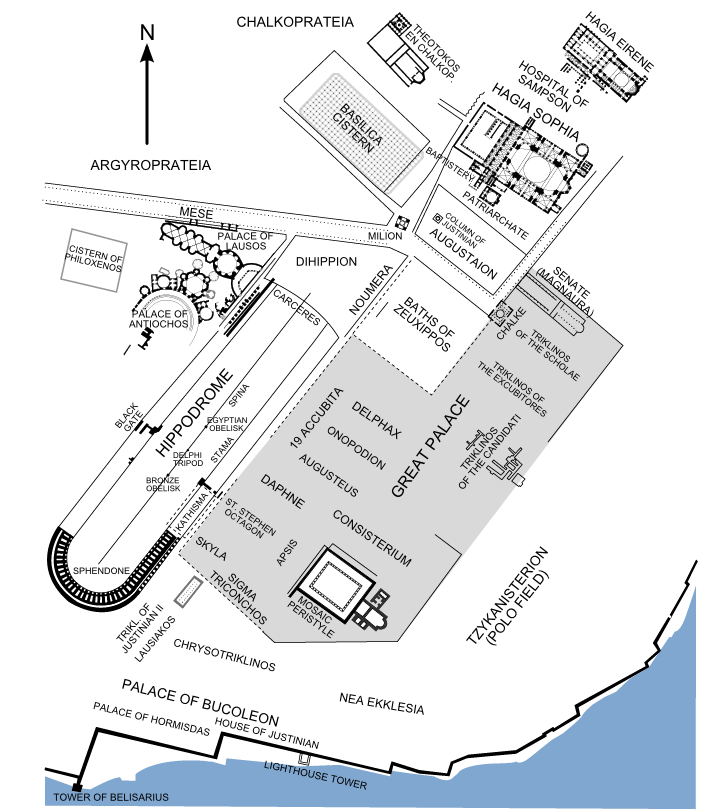
Le district impérial de Constantinople où aurait été situé le Palais de Lausos.

Traditionnellement, on identifiait le Palais de Lausos à une imposante rotonde précédée d’un portique en fer-à-cheval et suivie d’une longue pièce rectangulaire située au nord-est du Palais d’Antiochos (voir carte plus haut). Cyril Mango, entre autres, se basait sur la description du Musée archéologique d’Istanbul. Les deux palais se seraient ainsi trouvés à l’ouest de l’Hippodrome de Constantinople, aujourd’hui Atmeydan, et près du palais de Justice Adliye Saraye,.
Cette identification fut remise en doute dans la deuxième moitié du XXe siècle par E. Torelli Landini, se basant sur le fait que, d’après les sources, le palais devait être accessible à partir de la Mesē, ce qui n’est pas le cas de ladite rotonde.
L’identification et la localisation du palais reposent uniquement sur des sources littéraires qui la situent près de la « Citerne de Philoxenus », que l’on associait traditionnellement à la citerne Binbirdirek. Dans les années 1990, J. Bardill a mis en avant que la Citerne Philoxenus était plutôt celle dont le mur est toujours visible près de la rue Babi Ali, plus près du Forum de Constantin et au nord de la Mesē,.

## Architecture
Qu’il ait ou non été le véritable palais de Lausos, l’édifice connu sous ce nom au nord du palais d’Antiochos demeure un témoin important de l’architecture byzantine. Il s’agit de l’un des rares exemples d’une demeure aristocratique de Constantinople à être parvenue jusqu’à nous. Bien que les sources littéraires mentionnent quelque cinquante maisons aristocratiques aux IVe siècle et Ve siècle, ce palais et celui, adjacent, d’Antiochos sont les deux seuls à avoir été excavés.
La partie principale du palais est bâtie sur un axe allant du sud-est au nord-ouest. Au sud-ouest se trouve un portique semi-circulaire qui forme l’entrée principale donnant sur la rue se trouvant à l’ouest de l’Hippodrome. Un petit bain avec pièces semi-circulaires lui est adjacent, auquel on accède de la rue par un escalier. Après le portique on entre dans une rotonde faisant 20 mètres de diamètre. À un moment du Ve siècle, après que le palais eût été confisqué, une salle rectangulaire se terminant en abside fut ajoutée, mesurant 52,5 mètres de long sur 12,4 mètres de large. On y accédait à partir de la rotonde grâce à un vestibule aux côtés semi-circulaires. Cette longue salle fut modifiée au VIe siècle par l’addition de trois absides sur chaque côté.

## La collection du Palais de Lausos

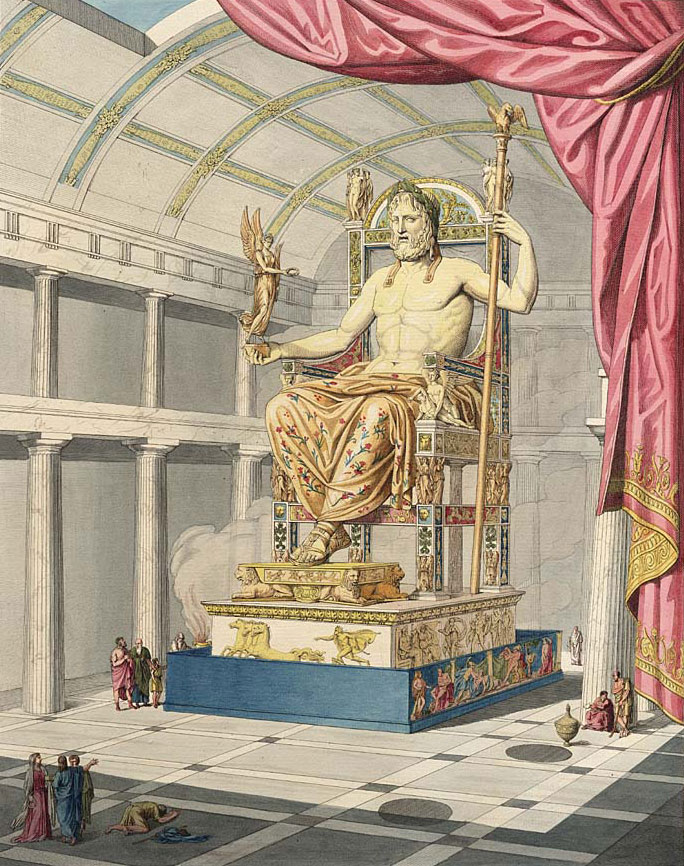
La statue d'or et d'ivoire de Phidias dans le principal temple d'Olympie.

Le Palais de Lausos était renommé par la collection de statues païennes célèbres amassée par son propriétaire. 
- La pièce la plus célèbre était le Zeus Olympien, statue chryséléphantine de Phidias, une des Sept Merveilles du monde, provenant du temple du dieu à Olympie. Haute de douze mètres et ornée de peintures et de pierres précieuses, elle datait du Ve siècle av. J.-C.

- L’Aphrodite de Cnide, attribuée au sculpteur grec Praxitèle (vers 400-avant 326 av. J.-C.) représentant la déesse Aphrodite debout, nue, portant la main droite devant son sexe et tenant de la main gauche un vêtement.

- La Héra venue du grand sanctuaire consacré à la déesse à  Samos. Il ne s’agissait probablement pas de la principale statue du sanctuaire, mais d’une copie votive datant du VIe siècle av. J.-C. et possiblement sculptée par Bupalos.

- L’Athéna de Lindos, statue votive du VIe siècle av. J.-C., faite « de pierre émeraude » placée originellement dans le sanctuaire d’Athènes à Lindos (Rhodes) et attribuée aux sculpteurs Skyllis et Dipoinos.

- La statue de Kairos datant du IVe siècle av. J.-C. que Kedrenos identifie avec le dieu Chronos et qu’il attribue à Lyssipos. Il la décrit comme la statue d’un coureur chauve à l’arrière de sa tête, mais ayant une tresse sur le front dont les pieds sont ailés et qui porte un rasoir (Kairos se référant à un court moment dans le passage du temps, alors que Chronos se réfère au temps chronologique ou séquentiel).

- La statue d’Éros datant également du IVe siècle av. J.-C. que Kedrenos attribue à Lyssipos[14].

Il semble que Lausos avait placé ces statues suivant un ordre préconçu. La statue de Zeus se trouvait dans une abside au fond de la salle avec Éros et Kairos à ses côtés. Le fait que Zeus ait été flanqué de l’Éros et du Chronos  de Lysippos aurait symbolisé le triomphe de la Vertu sur la Fortune. Sur un mur se trouvaient les statues d’Athéna, d’Aphrodite et de Héra, toutes trois compétitrices dans le jugement de Paris, alors que sur l’autre mur se trouvaient les statues d’animaux réels ou imaginaires.

### Sources primaires
- Kedrenos, George. Compendium Historiarum. I Bekker (ed.), Georgius Cedrenus Ioannis ΠΟΙΚΙΑΑ Scylitze ope 1, CSHB, Bonn, 1838.

- Ioannis Zonarae. Epitomae historiarum, Büttner-Wobst (ed.), Leipzig, 1897.

- Paladius, The Lausiac History. [en ligne] http://www.tertullian.org/fathers/palladius_lausiac_02_text.htm.

### Sources secondaires
- (en) Bardill, Jonathan. "The Palace of Lausus and Nearby Monuments in Constantinople: A Topographical Study". American Journal of Archaelogy, 1997, vol. 101, no 1, pp. 67-95.

- (en) Bassett, Sarah Guberti. “Excellent Offerings: The Lausus Collection in Constantinople”. The Art Bulletin, 2000, 82, pp. 1, 6-25.

- (de) Berger, A. “Untersuchungen zu den Patria Konstaniniopoleos (in) ΠΟΚΙΑΑ BYZANTINA 8, Bonn, 1988.

- (de) Dolunay, N. ; Naumann, R. “Untersuchungen zwischen Divan Yolu und Adalet Sarayi, 1954”, Istanbul Arkeologi Müzeleri Yilligi, 11-12, 1964.

- (en) Elsner, Jaś . Imperial Rome and Christian Triumph. Oxford, Oxford University Press.   (ISBN 0-19-284201-3).

- (en) Grout, James. "The Palace of Lausos - Encyclopaedia Romana". University of Chicago, 1997. [en ligne] http://penelope.uchicago.edu/~grout/encyclopaedia_romana/greece/hetairai/Lausos.html. (Recherche 2019.11.27).

- (fr) Janin, Raymond. Constantinople byzantine. Institut français d’Études byzantines, 1964.

- (en) Kostenec, Jan. “Palace of Lausus” (in) Encyclopaedia of the Hellenic World, 2008. [en ligne] http://constantinople.ehw.gr/Forms/fLemmaBodyExtended.aspx?lemmaID=12442.

- (en) Mango, Cyril ; Michael Vickders ; E.D. Francis. « The Palace of Lausus at Constantinople and its Collection of Ancient Statues ». Journal of the History of Collections, 1992, 4(1), pp. 89-98.

- (en) Mango, Cyril. Byzantine Architecture. Milano, Electa Editrice, 1978.  (ISBN 0-8478-0615-4).

- (en) Martindale, J.R. The Prosography of the Later Roman Empire, 2: AD 395-527, Cambridge, Cambridge University Press, 1992.  (ISBN 978-0-521-20159-9).

- (de) Müller-Wiener, W. Bildlexikon zur Topographie Istanbuls. Tübingen, 1977.

- (en) Pearce, Susan M. ; Alexandra Bounia. The Collector's Voice. Ashgate Publishing, Ltd, 2001.  (ISBN 1-85928-417-5).

- (en) Teetgen, ADA B.  The Life and Times of the Empress Pulcheria Ad 399 to Ad 452. Kessinger Publishing, 2004.  (ISBN 0-7661-9618-6).

- (it) Torelli Landini, E. « Note sugli scavi a nord-ovest dell’Ippodromo di Istanbul (1939/1964) et loro identificatione », Storia dell’arte 68, 1990.